# Zagora (Marokko)

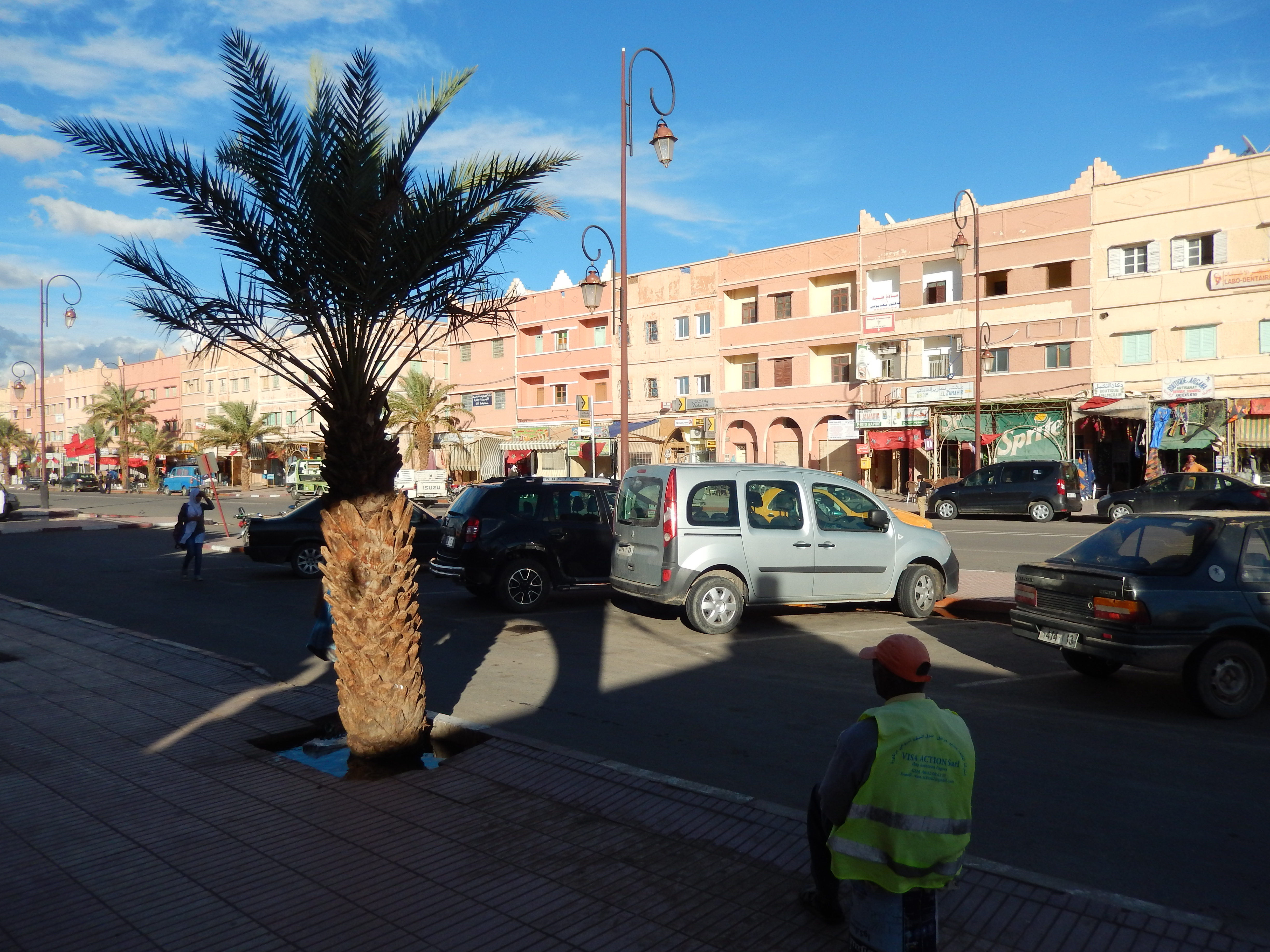
Hauptstrasse in der Innenstadt von Zagora

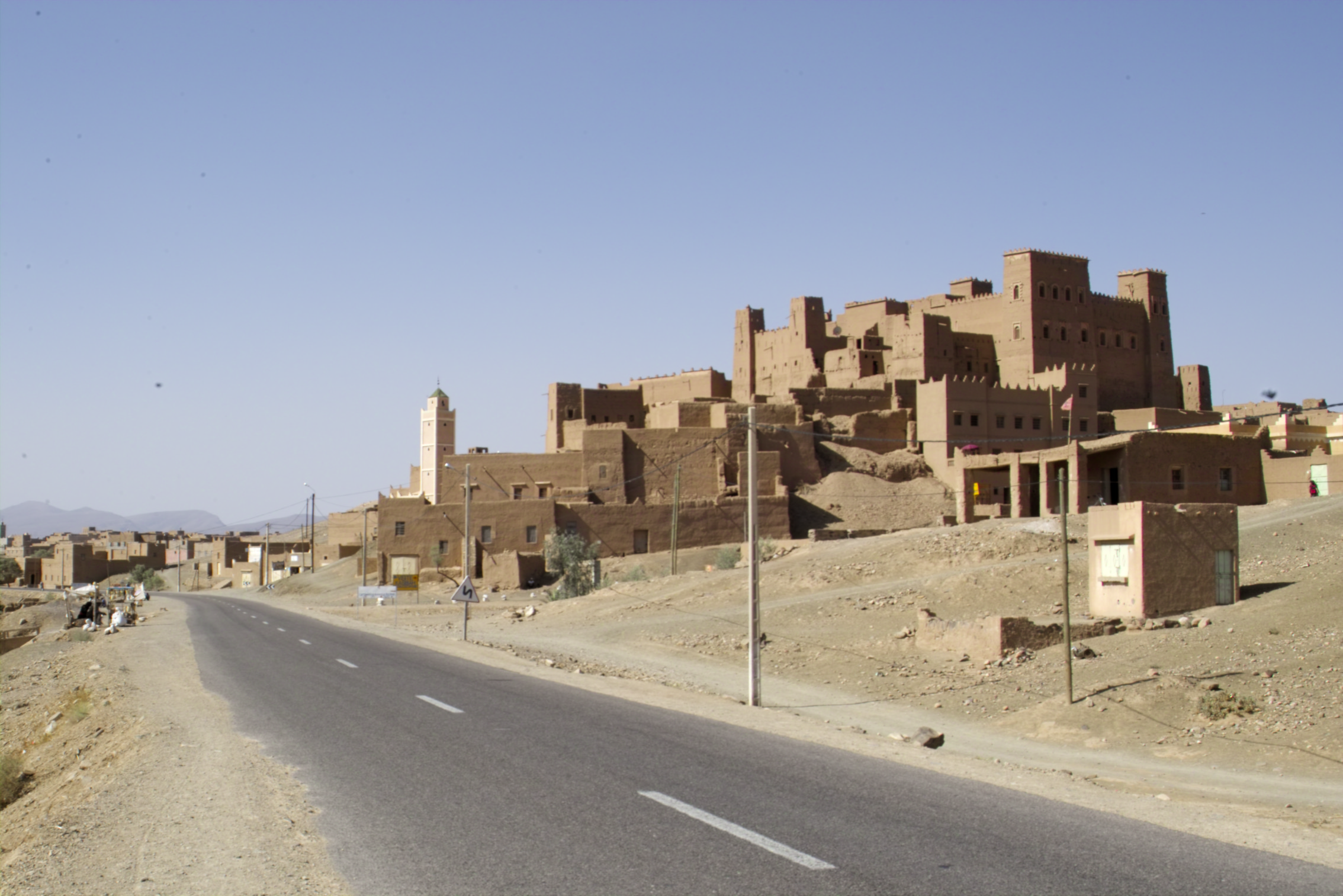
Kasbah am Ortsausgang Richtung Agdz

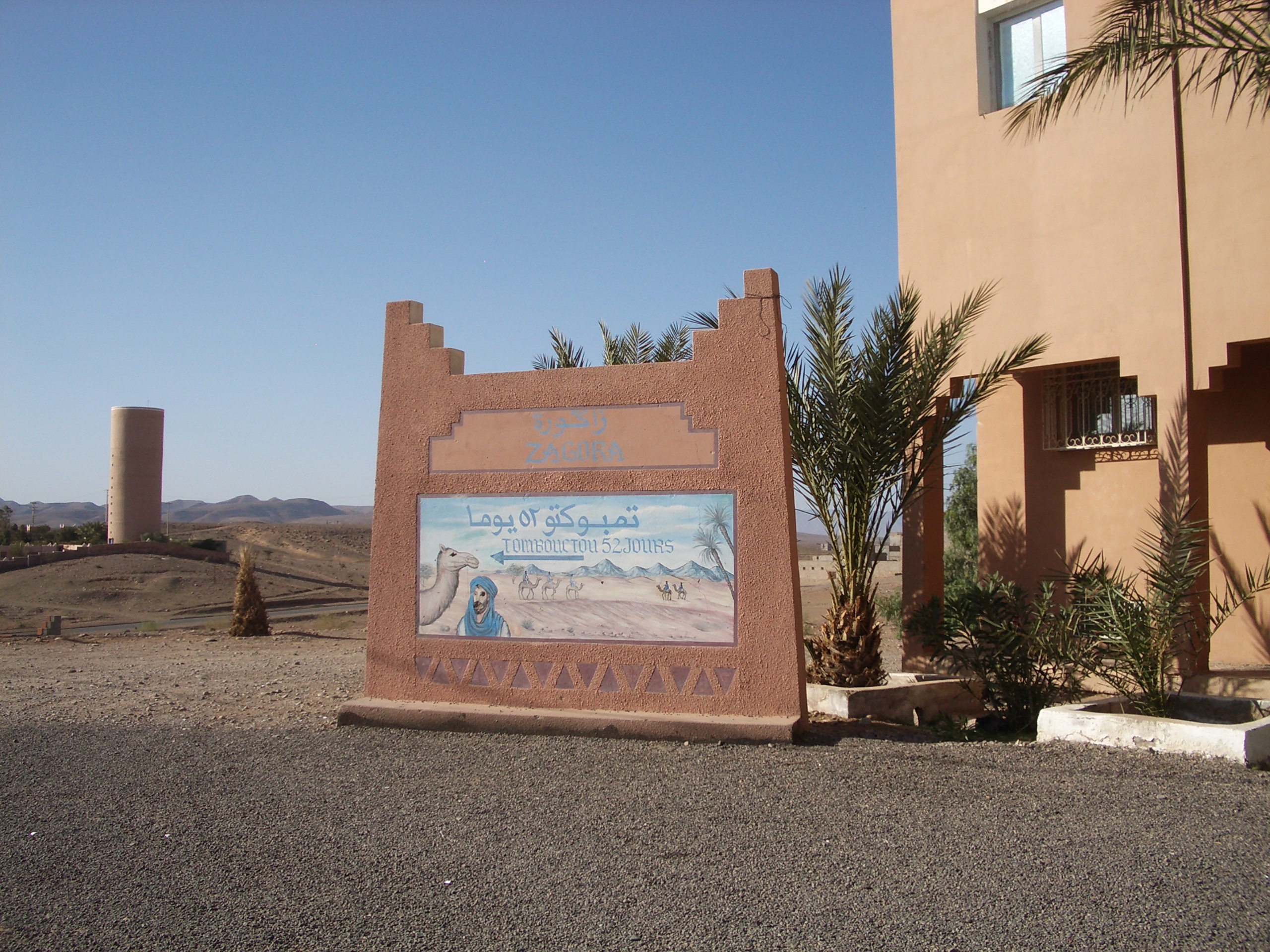
Wegweiser für Karawanen durch die Wüste: "Timbuktu 52 Tage"

Zagora (teilweise auch in der Schreibweise Zakūrah; aus dem Zentralatlas-Tamazight ⵜⴰⵣⴰⴳⵓⵔⵜ Tazagurt, arabisch زاكورة) ist eine Oasenstadt in der marokkanischen Region Drâa-Tafilalet mit etwa 45.000 Einwohnern. Sie ist die Hauptstadt der Provinz Zagora.

## Lage und Klima
Zagora liegt am Fluss Draa etwa 165 km (Fahrtstrecke) südöstlich von Ouarzazate in einer Höhe von etwa 725 m. Das Klima ist wüstenartig; der äußerst spärliche Regen (ca. 60 mm/Jahr) fällt hauptsächlich im Winterhalbjahr.

## Bevölkerung
| Jahr      | 1994   | 2004   | 2014   | 2024   |
| Einwohner | 26.174 | 34.851 | 40.067 | 42.294 |

Die Bevölkerung besteht in der Hauptsache aus in den letzten Jahrzehnten des 20. Jahrhunderts zugewanderten Berbern. Man spricht den regionalen Berberdialekt, Marokkanisches Arabisch, Französisch und auch etwas Englisch.

## Wirtschaft
Die vergleichsweise große Dattelpalmenoase ist bis heute das Zentrum der landwirtschaftlichen Produktion – auf kleinen Parzellen werden im Frühjahr Gerste, Bohnen, Zwiebeln, Kohl und anderes Gemüse angebaut. Bereits im März/April ist Erntezeit. Darüber hinaus war Zagora immer schon ein Markt- und Handelsplatz für die Region; im 20. Jahrhundert sind verschiedene Handwerks- und Dienstleistungsbetriebe hinzugekommen. Auch der Wüstentourismus spielt eine nicht unbedeutende Rolle im Wirtschaftsleben der Stadt.

## Geschichte
Der alte Name des Ortes lautete Tazagourt, doch über seine Geschichte ist – mangels schriftlicher Aufzeichnungen – nicht viel bekannt. Die Almoraviden errichteten auf dem Jbel Zagora eine Festung (kasbah), von der noch Reste zu sehen sind. Erst in der französischen Protektoratszeit und nach der Unabhängigkeit Marokkos (1956) entwickelte sich der ehemals eher kleine Ort zu seiner heutigen Größe.

## Sehenswürdigkeiten
- Zagora selbst bietet kaum Sehenswertes; lediglich Spaziergänge durch die Oasen entlang des Draa sind empfehlenswert.
- Der Jbel Zagora kann bestiegen werden; vom Gipfel bietet sich ein schöner Rundblick.

### Umgebung
- Nördlich von Zagora befinden sich noch einige halbwegs ursprüngliche Ksur (→ Weblink).
- Der Ksar von Tamegroute und seine Töpfereien sowie das dortige, aus dem 16. Jahrhundert stammende Sufi-Ordenszentrum der Nasiriyya sind ein beliebtes Ausflugsziel.
- Ein- oder mehrtägige Kameltouren in die Wüste werden ebenfalls angeboten.
- Auch Wüstenfahrten mit dem Jeep von Zagora nach Rissani sind möglich.

## Veranstaltungen
Seit 2003 findet alljährlich der „Zagora-Marathon“ statt – ein Lauf in der Wüste rund um den Ort.

## Persönlichkeiten
- Mohamad Ahansal (* 1973), marokkanischer Langstreckenläufer